# Sénat (Nigeria)
Pour les autres articles nationaux ou selon les autres juridictions, voir Sénat.
10e législature
Complexe de l'Assemblée nationale
Le Sénat (en anglais : Senate) est la chambre haute de l'Assemblée nationale du Nigeria, son parlement bicaméral.
Le système institutionnel du Nigeria est régi par la Constitution de 1999. Elle établit un régime présidentiel et fédéral inspiré des États-Unis. Le Sénat partage le pouvoir législatif avec la Chambre des représentants.

## Système électoral
Le Sénat est composé de 109 sièges à raison de trois pour chacun des 36 États du Nigeria plus un pour le Territoire de la capitale fédérale. Les sénateurs sont ainsi élus pour quatre ans au scrutin uninominal majoritaire à un tour, chaque état étant divisés en trois circonscriptions sénatoriales,.

## Éligibilité
Pour être éligible, il faut être citoyen nigérian, avoir au moins 35 ans, appartenir à un parti politique et avoir suivi une scolarité.
Ne sont pas éligibles les personnes en situation de faillite non réhabilitée, accusées de détournement de fonds ou de fraude, ayant fait l'objet d'une condamnation pénale, appartenant à une secte, impliquées dans une fraude électorale ou ayant fait preuve de négligence professionnelle.
Certaines fonctions sont incompatibles avec la candidature, notamment celles de chef de l'État, député à la Chambre des représentants, ministre, fonctionnaire, juge ou membre de la commission électorale.